# Rášidský chalífát
Rášidský chalífát (arabsky الخلافة الراشدية, al-Chiláfah ar-Rášidijjah) byla islámská vojenská říše založená po smrti proroka Mohameda (632) a trvající v období vlády prvních čtyř chalífů do roku 661.

## Chalífové
- Abd Alláh Abú Bakr (632–634)
- Umar ibn al-Chattáb (634–644)
- Uthmán ibn Affán (644–656)
- Alí ibn Abí Tálib (656–661)